# Špykiv
Špykiv (ukrajinsky Шпиків; rusky Шпиков, Špikov) je sídlo městského typu v Tulčynském rajónu Vinnycké oblasti na střední Ukrajině. Nachází se v historickém regionu Podolí. Žije zde přibližně 3 200 obyvatel.